# Gypsophila antari
Gypsophila antari là loài thực vật có hoa thuộc họ Cẩm chướng. Loài này được Post & Beauverd mô tả khoa học đầu tiên năm 1932.